# (24978) 1998 HJ151
(24978) 1998 HJ151 — транснептуновый объект класса кьюбивано. Перигелий объекта находится на расстоянии 41,339 а.е. от Солнца, а афелий на 45,889 а.е. Его диаметр примерно 139 км. Он был обнаружен 28 апреля 1998 года Джей Лу, Чадом Трухильо, Дэвидом Толеном и Дэвидом Джуиттом.